# Addison (Nowy Jork)
Addison – miasto w Stanach Zjednoczonych, w stanie Nowy Jork, w hrabstwie Steuben.